# Ivan Van de Cloot
Ivan Van de Cloot is een Belgisch econoom en columnist. Hij was hoofdeconoom van de denktank Itinera Institute, en blijft eraan verbonden als "associate fellow". In augustus 2023 richtte hij de nieuwe denktank Stichting Merito op.

## Opleiding
Van de Cloot deed zijn middelbaar op het Sint-Jan Berchmanscollege in Westmalle. Hij is licentiaat in de toegepaste economische wetenschappen- Specialisatie Algemene Economie (Economisch en Monetair Beleid) (UFSIA, 1999) en geaggregeerde voor het secundair onderwijs groep 2 (UFSIA, 2001).

## Loopbaan
Hij startte zijn loopbaan aan de universiteit van Antwerpen. Vervolgens werkte hij als consultant voor Bureau Van Dijck. Daarna ging Van De Cloot aan de slag bij de bank ING en vervolgens bij Itinera. Op 18 juni 2008 engageerde de onafhankelijke denktank Itinera Van de Cloot als hoofdeconoom. Er verschenen columns van Van de Cloot in kranten als De Tijd en De Morgen en op de nieuwswebsite SCEPTR en hij is een veelgevraagde gast in radio- en televisieprogramma's.
Van de Cloot is gastdocent economie in de masteropleiding International Business Economics and Management aan de KU Leuven campus Brussel. Gedurende het najaar van 2013 was hij docent economie in de opleiding American Studies aan de Universiteit Gent. Bovendien doceert hij economie aan de Antwerp Management School, een autonome managementschool.

## Prijs
- 2020: Liberales boek van het jaar voor Overheid plus Markt. Het beste van beide werelden.[4]